# Parc Nacional de Sibiloi
El Parc Nacional de Sibiloi es troba a la costa nord-est del llac Turkana, al nord de Kenya. Establert el 1973 pel govern de Kenya per a la protecció dels llocs de la vida silvestre i paleontològics, que cobreix 1570 km² i és conegut internacionalment pels seus fòssils. Està inclòs a la llista del Patrimoni de la Humanitat de la UNESCO des del 1997 com a part dels Parcs Nacionals del llac Turkana.